# Flunch
Flunch é uma cadeia de restaurantes self-service francês. Ela está presente em França, Espanha, Portugal, Itália, Polónia e Rússia. Este canal é operado pela empresa de propriedade Flunch Associação Mulliez família (Auchan, etc.) Em 2007, o presidente da empresa é Jean Louis Landrieux. Além disso, a parceria Fonciflu Flunch (co-manager: Dave Muller, sócio-gerente: Flunch) tem uma propriedade immobiliers

## Egerao
O primeiro e único Flunch a abrir em Portugal foi no Arrábida Shopping em Gaia, sendo que deveria abrir um segundo em Lisboa no centro comercial Colombo, o que não aconteceu.

## Slogan
- 1995-2004 : Vamos flunchad
- 2005-2007 : Coma variado, é melhor para a saùde las
- 2007 : O intenso prazer
- 2013 : Fluncher é melhor que comer
- flunch liberté